# Gli amanti timidi o sia L'imbroglio de' due ritratti
Gli amanti timidi o sia L'imbroglio de' due ritratti è un'opera teatrale in prosa in tre atti di Carlo Goldoni, appartenente all'ultima fase creativa dello scrittore: composta nel 1764, andò in scena per la prima volta il 25 gennaio 1765 a Venezia, dove fu accolta freddamente. 
L'autore aveva ricavato la commedia dal suo scenario in francese Le portrait d'Arlequin, recitato a Parigi nel Théâtre de la comédie italienne con successo il 7 agosto 1764. Il nome del personaggio di Camilla è un omaggio di Goldoni a un'attrice dei quel teatro.

## Trama
Bologna, casa di Anselmo. Un ritratto di Arlecchino, innamorato della timidissima servetta Camilla, diventa per una serie di equivoci oggetto magico, pegno amoroso, amuleto che cambia natura passando di mano in mano. L'amore tra i due sarà coronato nel finale.

## Poetica
Goldoni, riportando in scena Arlecchino come protagonista, annoda l'intreccio intorno a oggetti tipici della tradizione dell'Arte, reinterpretandone però la funzione, fino a farne oggetti-metafora. Così, il ritratto di Arlecchino ha qui una funzione drammaturgica nel suo essere motore dell'azione, ma, in quanto pegno d'amore, è altresì pretesto e strumento di uno scavo psicologico che indaga la relazione d'amore.
Scrisse l'autore: Credendo di non avermi a rimproverare d'aver donato alla Scena la menoma cosa, che non sia conforme alla natura e alla verità. Quando trattasi dell'Arlecchino e della Servetta, molte cose si permettono i Comici, come se questi Personaggi non fossero della natura degli altri. Io sono un poco difficile su quest'articolo, e la mia difficoltà fa male a me solo; poiché mi affatico alle volte moltissimo in cose da niente, solo per renderle naturali.
La commedia si regge sul gioco degli equivoci, ma è pure una classica opera goldoniana sull'amore, sulle dinamiche del sentimento, sulla psicologia dell'innamoramento: da alcuni giudicata leggera e farsesca (ad esempio Giuseppe Ortolani la definisce sostanzialmente una farsa spiritosa che conserva molto dello spirito della commedia dell'arte), da altri è invece ritenuta complessa e molto moderna: affrontando i temi del doppio e dell’incomunicabilità, offre spunti di riflessione su quella verità dei sentimenti, da ricercare al di là delle parole dette, spesso ingannevoli e incapaci di esprimerne l’essenza. La Verità va cercata al di là delle false evidenze e delle parole che si rivelano inabili a comunicare i sentimenti.